# Семпроніус (Нью-Йорк)
Семпроніус (англ. Sempronius) — місто (англ. town) в США, в окрузі Каюга штату Нью-Йорк. Населення — 840 осіб (2020).

## Демографія
Згідно з переписом 2010 року, у місті мешкало 895 осіб у 347 домогосподарствах у складі 245 родин. Було 454 помешкання
Расовий склад населення:
| - 99,1 % — білих - 0,3 % — корінних американців - 0,2 % — азіатів - 0,1 % — чорних або афроамериканців |

До двох чи більше рас належало 0,2 %. Частка іспаномовних становила 0,6 % від усіх жителів.
За віковим діапазоном населення розподілялося таким чином: 25,3 % — особи молодші 18 років, 63,5 % — особи у віці 18—64 років, 11,2 % — особи у віці 65 років та старші. Медіана віку мешканця становила 39,7 року. На 100 осіб жіночої статі у місті припадало 114,6 чоловіків;  на 100 жінок у віці від 18 років та старших — 113,1 чоловіків також старших 18 років.
Середній дохід на одне домашнє господарство  становив 58 978 доларів США (медіана — 49 306), а середній дохід на одну сім'ю — 65 124 долари (медіана — 51 250). Медіана доходів становила 44 674 долари для чоловіків та 41 528 доларів для жінок. За межею бідності перебувало 14,2 % осіб, у тому числі 25,1 % дітей у віці до 18 років та 2,2 % осіб у віці 65 років та старших.
Цивільне працевлаштоване населення становило 410 осіб. Основні галузі зайнятості: освіта, охорона здоров'я та соціальна допомога — 21,2 %, виробництво — 17,6 %, будівництво — 12,4 %, транспорт — 10,2 %.